# Scenopinus brittoni
Scenopinus brittoni är en tvåvingeart som beskrevs av Kelsey 1970. Scenopinus brittoni ingår i släktet Scenopinus och familjen fönsterflugor. Inga underarter finns listade i Catalogue of Life.